# Vergné
Pour les articles homonymes, voir Vergne.
Vergné est une commune du Sud-Ouest de la France située dans le département de la Charente-Maritime, en région Nouvelle-Aquitaine.
Ses habitants sont appelés les  Vergnauds  et les  Vergnaudes.

## Géographie

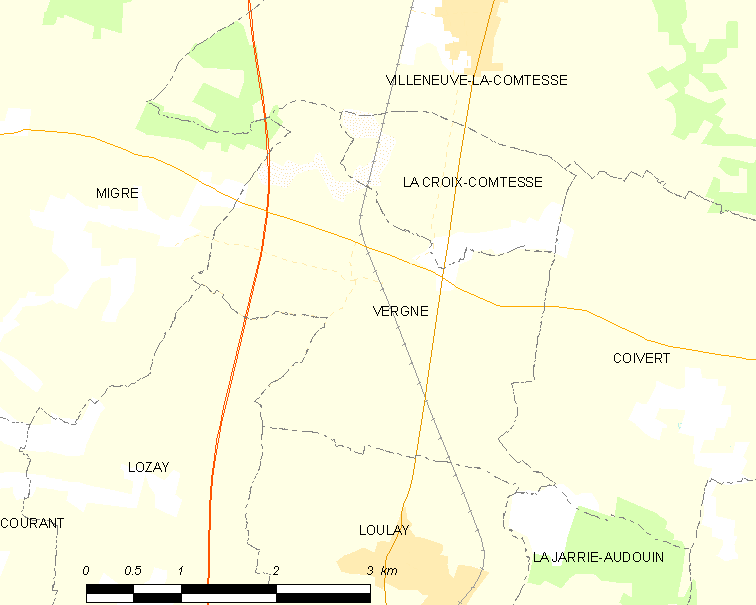
Le plan de la commune

### Localisation et accès
La commune est traversée par la RD 150 (anciennement RN 150) et par la D 115, qui est un axe routier secondaire assez peu fréquenté qui relie Surgères et à Aulnay. Ces deux routes se croisent à hauteur du lieu-dit Tout-y-Faut.
L'autoroute A10 coupe le territoire suivant l'axe nord-sud. Son accès est possible au nord par la sortie  33 Niort-Sud et au sud par la sortie  34 Saint-Jean-d'Angély.

La ligne TER Nouvelle-Aquitaine Niort-Saintes est aussi présente. Cependant, la gare de Vergné est fermée, et son bâtiment est devenu une maison d'habitation.

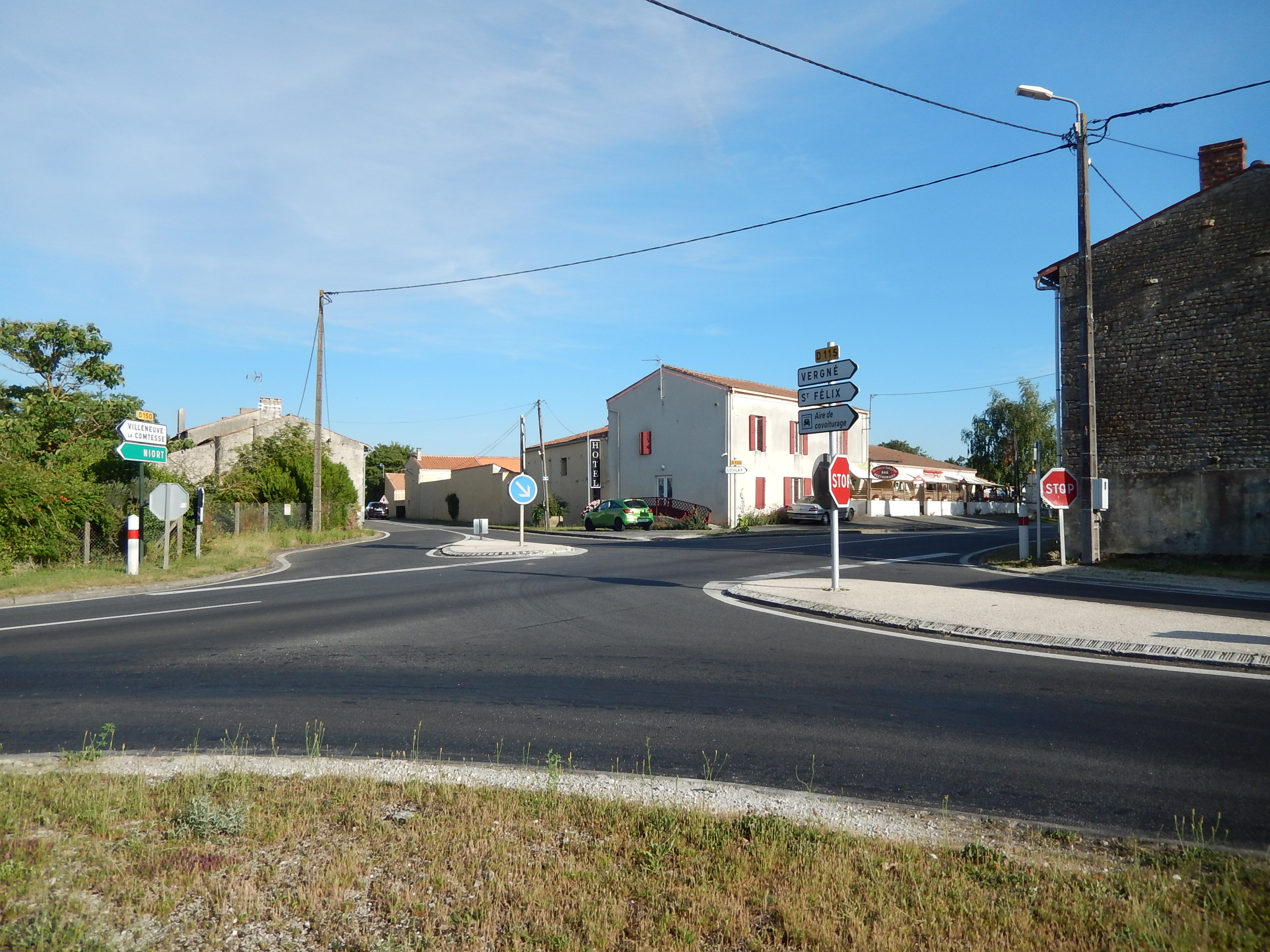
Le carrefour de Tout-y-Faut.
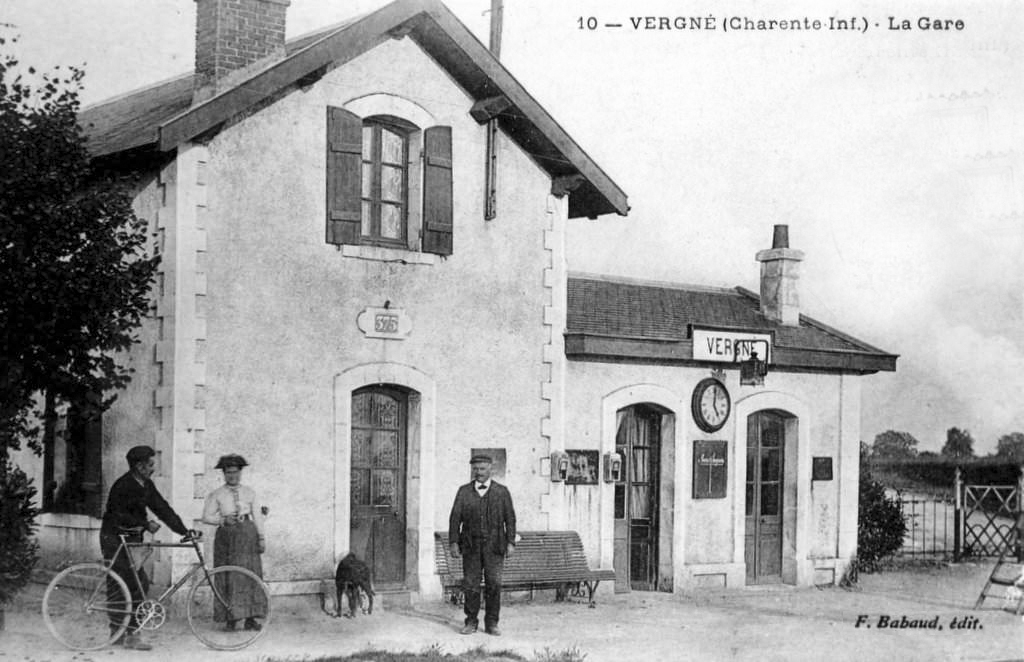
La gare de Vergné au début du XXe siècle.

### Communes limitrophes
|       | Villeneuve-la-Comtesse | La Croix-Comtesse |
| Migré | Vergné                 | Coivert           |
| Lozay | Loulay                 | La Jarrie-Audouin |

### Hydrographie
La Trézence, affluent de la Boutonne et sous-affluent de la Charente, prend sa source sur la commune voisine de Loulay et serpente au sud-ouest de la commune.

## Urbanisme

### Typologie
Au 1er janvier 2024, Vergné est catégorisée commune rurale à habitat dispersé, selon la nouvelle grille communale de densité à 7 niveaux définie par l'Insee en 2022.
Elle est située hors unité urbaine et hors attraction des villes,.

### Occupation des sols
L'occupation des sols de la commune, telle qu'elle ressort de la base de données européenne d’occupation biophysique des sols Corine Land Cover (CLC), est marquée par l'importance des territoires agricoles (100 % en 2018), une proportion identique à celle de 1990 (100 %). La répartition détaillée en 2018 est la suivante : 
terres arables (96,1 %), zones agricoles hétérogènes (3,9 %). L'évolution de l’occupation des sols de la commune et de ses infrastructures peut être observée sur les différentes représentations cartographiques du territoire : la carte de Cassini (XVIIIe siècle), la carte d'état-major (1820-1866) et les cartes ou photos aériennes de l'IGN pour la période actuelle (1950 à aujourd'hui).

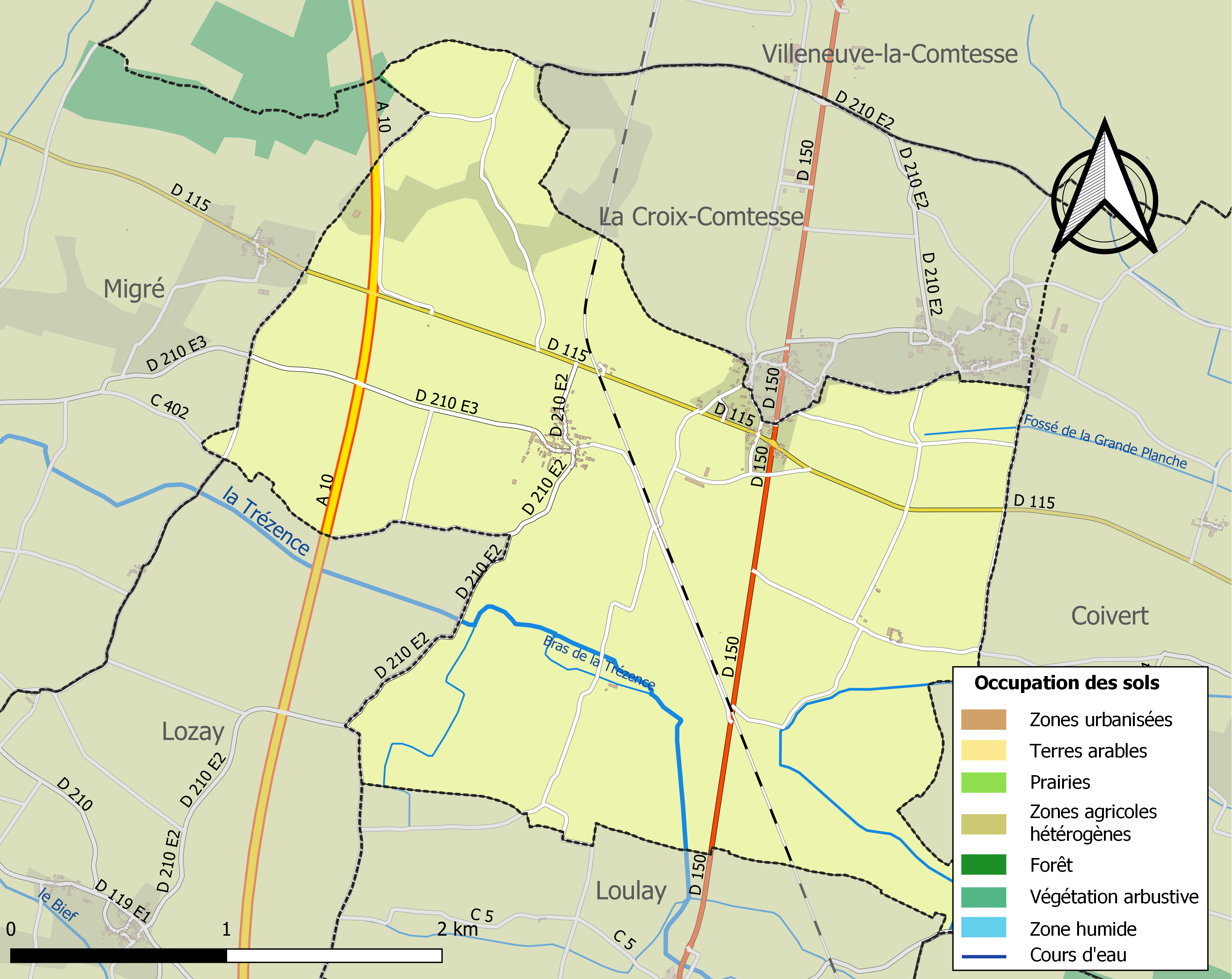
Carte des infrastructures et de l'occupation des sols de la commune en 2018 (CLC).

### Risques majeurs
Le territoire de la commune de Vergné est vulnérable à différents aléas naturels : météorologiques (tempête, orage, neige, grand froid, canicule ou sécheresse), inondations, mouvements de terrains et séisme (sismicité modérée). Il est également exposé à un risque technologique,  le transport de matières dangereuses. Un site publié par le BRGM permet d'évaluer simplement et rapidement les risques d'un bien localisé soit par son adresse soit par le numéro de sa parcelle.

#### Risques naturels
Certaines parties du territoire communal sont susceptibles d’être affectées par le risque d’inondation par débordement de cours d'eau, notamment la Trézence. La commune a été reconnue en état de catastrophe naturelle au titre des dommages causés par les inondations et coulées de boue survenues en 1982, 1993, 1999 et 2010,.

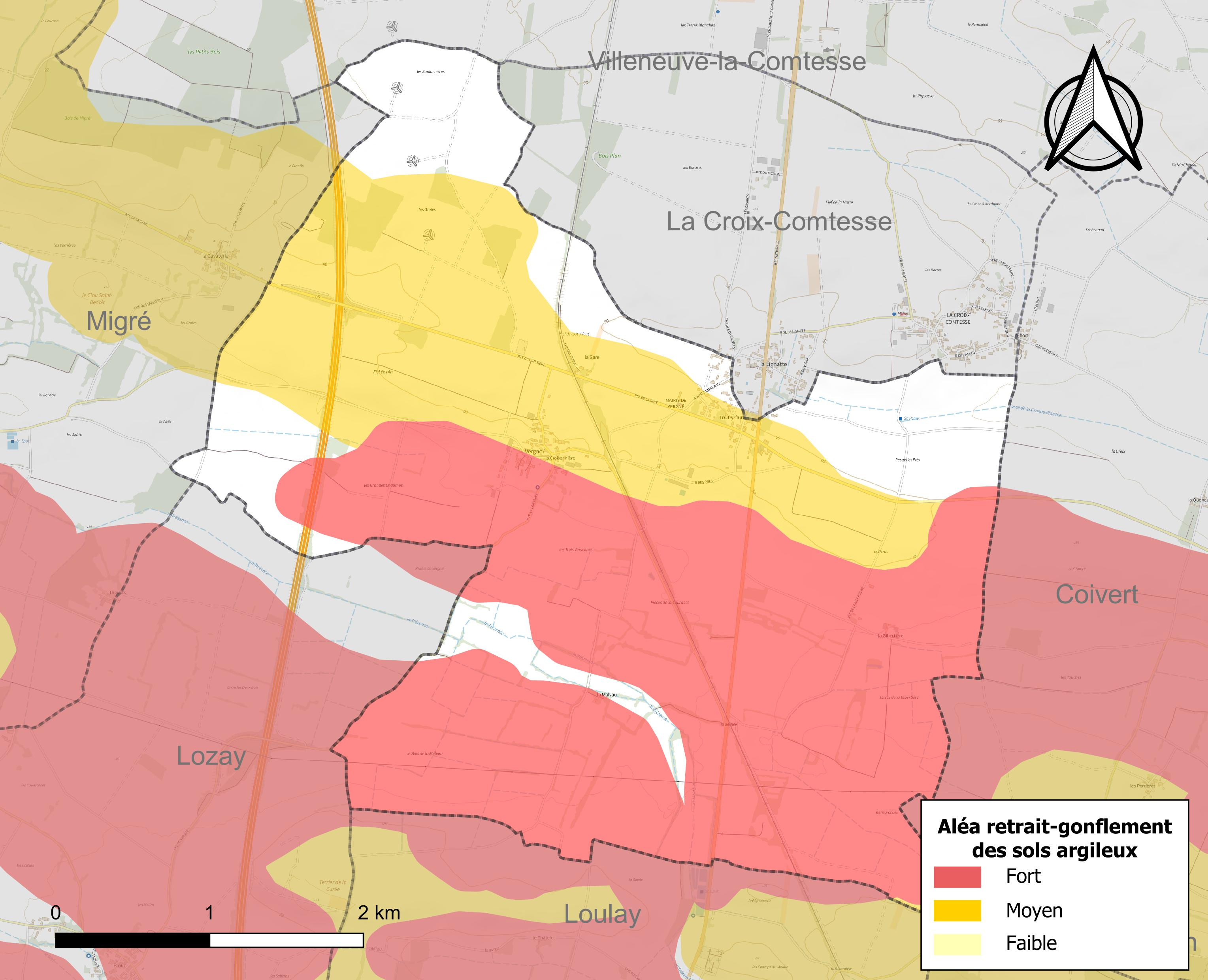
Carte des zones d'aléa retrait-gonflement des sols argileux de Vergné.

Les mouvements de terrains susceptibles de se produire sur la commune sont des tassements différentiels.
Le retrait-gonflement des sols argileux est susceptible d'engendrer des dommages importants aux bâtiments en cas d’alternance de périodes de sécheresse et de pluie. 80,8 % de la superficie communale est en aléa moyen ou fort (54,2 % au niveau départemental et 48,5 % au niveau national). Sur les 80 bâtiments dénombrés sur la commune en 2019,  68 sont en aléa moyen ou fort, soit 85 %, à comparer aux 57 % au niveau départemental et 54 % au niveau national. Une cartographie de l'exposition du territoire national au retrait gonflement des sols argileux est disponible sur le site du BRGM,.
Par ailleurs, afin de mieux appréhender le risque d’affaissement de terrain, l'inventaire national des cavités souterraines permet de localiser celles situées sur la commune.
Concernant les mouvements de terrains, la commune a été reconnue en état de catastrophe naturelle au titre des dommages causés par des mouvements de terrain en 1999 et 2010.

#### Risques technologiques
Le risque de transport de matières dangereuses sur la commune est lié à sa traversée par une ou des infrastructures routières ou ferroviaires importantes ou la présence d'une canalisation de transport d'hydrocarbures. Un accident se produisant sur de telles infrastructures est susceptible d’avoir des effets graves sur les biens, les personnes ou l'environnement, selon la nature du matériau transporté. Des dispositions d’urbanisme peuvent être préconisées en conséquence.

## Histoire
Vergné vient d'un nom de propriétaire gallo-romain Verinus et du suffixe -acum, donnant ainsi Veriniacum. Le suffixe a évolué en -é, terminaison caractéristique du nord-ouest de la France.

## Administration

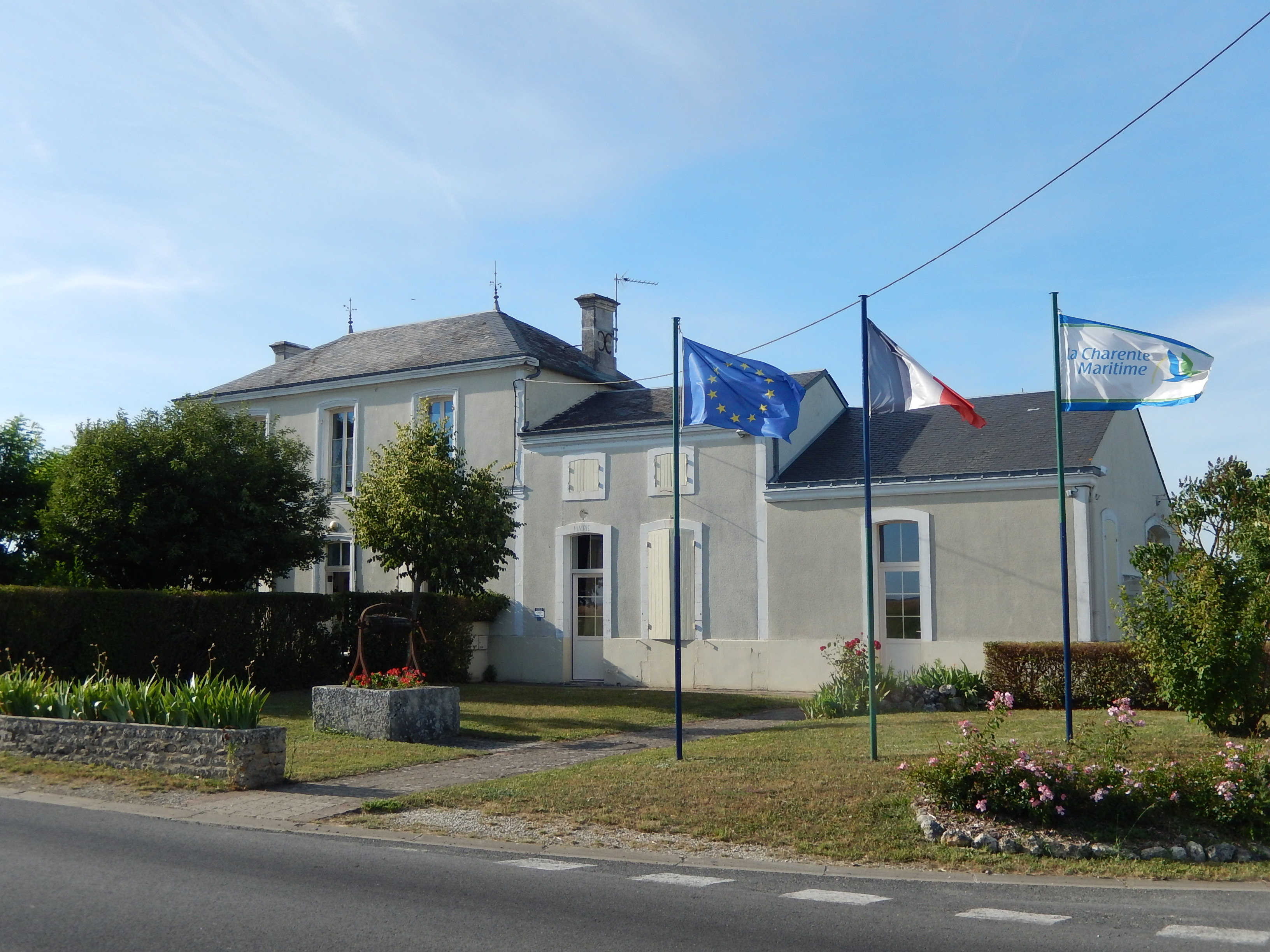
La mairie de Vergné (située au lieu-dit Tout-y-Faut).

### Liste des maires
| Période                                  | Période  | Identité           | Étiquette                    | Qualité           |
| ---------------------------------------- | -------- | ------------------ | ---------------------------- | ----------------- |
| 2001                                     | 2008     | Jean-Marc Permenas |                              |                   |
| 2008                                     | 2020     | Frédéric Boutin    | humaniste écologiste (ex-PS) | Agriculteur       |
| 2008                                     | en cours | Brigitte David     |                              | Ancienne employée |
| Les données manquantes sont à compléter. |          |                    |                              |                   |

## Démographie

### Évolution démographique
L'évolution du nombre d'habitants est connue à travers les recensements de la population effectués dans la commune depuis 1793. Pour les communes de moins de 10 000 habitants, une enquête de recensement portant sur toute la population est réalisée tous les cinq ans, les populations de référence des années intermédiaires étant quant à elles estimées par interpolation ou extrapolation. Pour la commune, le premier recensement exhaustif entrant dans le cadre du nouveau dispositif a été réalisé en 2005.

En 2022, la commune comptait 168 habitants, en évolution de +19,15 % par rapport à 2016 (Charente-Maritime : +4,04 %, France hors Mayotte : +2,11 %).
| 1793 | 1800 | 1806 | 1821 | 1831 | 1836 | 1841 | 1846 | 1851 |
| ---- | ---- | ---- | ---- | ---- | ---- | ---- | ---- | ---- |
| 192  | 188  | 187  | 192  | 242  | 222  | 218  | 239  | 225  |

| 1856 | 1861 | 1866 | 1872 | 1876 | 1881 | 1886 | 1891 | 1896 |
| ---- | ---- | ---- | ---- | ---- | ---- | ---- | ---- | ---- |
| 241  | 237  | 225  | 206  | 214  | 208  | 201  | 172  | 185  |

| 1901 | 1906 | 1911 | 1921 | 1926 | 1931 | 1936 | 1946 | 1954 |
| ---- | ---- | ---- | ---- | ---- | ---- | ---- | ---- | ---- |
| 181  | 198  | 179  | 183  | 171  | 171  | 165  | 136  | 160  |

| 1962 | 1968 | 1975 | 1982 | 1990 | 1999 | 2005 | 2006 | 2010 |
| ---- | ---- | ---- | ---- | ---- | ---- | ---- | ---- | ---- |
| 180  | 177  | 149  | 169  | 174  | 168  | 158  | 152  | 135  |

| 2015 | 2020 | 2022 | - | - | - | - | - | - |
| ---- | ---- | ---- | - | - | - | - | - | - |
| 141  | 158  | 168  | - | - | - | - | - | - |

## Économie
- Depuis 2008, les sociétés MAIA EOLIS, puis MSE La Prévoterie ont conçu et préparé une première zone industrielle d'éoliennes sur les communes de Vergné et de Villeneuve-la-Comtesse. Elle sera composée d'une ligne de 7 éoliennes de 130 m de hauteur et d'un poste de livraison en parallèle de l'autoroute A10 à l'ouest des deux communes. Les permis de construire ont été accordés par la préfecture de Charente-Maritime le 2 avril 2013. Le permis d'exploiter a été accordé par la Préfecture de Charente-Maritime le 19 décembre 2016, malgré de nombreux avis défavorables de la DRAC, de la CDNPS et de la Commission d'Enquête. La société MSE La Prévoterie a cédé ce parc à ECM-Energie France début 2016 (autorisation accordée par la Préfecture de Charente-Maritime le 4 mai 2016). Bien que les autorisations aient été accordées, cette zone industrielle de 7 éoliennes est pour l'instant en attente de construction à cause de contentieux auprès des Tribunaux Administratifs.
- La Municipalité de Vergné a donné son accord le 10 avril 2016 à la société VOLKSWIND pour réaliser une troisième zone industrielle de 2 éoliennes de 180 m de hauteur sur la commune. Ce projet, lancé en 2011, consiste en 5 éoliennes de 160 m de hauteur réparties sur les deux communes de Vergné et de Villeneuve la Comtesse. 
  - La commune de Vergné totalisera à terme 5 éoliennes industrielles.
  - L'ensemble des communes avoisinantes totalisera plus de 37 machines : à Migré 5 éoliennes en opération, à terme à Villeneuve la Comtesse 11 éoliennes industrielles, à Coivert  2 éoliennes industrielles, à Saint Félix 9 éoliennes industrielles, à Doeuil sur le Mignon 7 éoliennes industrielles, etc.

## Lieux et monuments

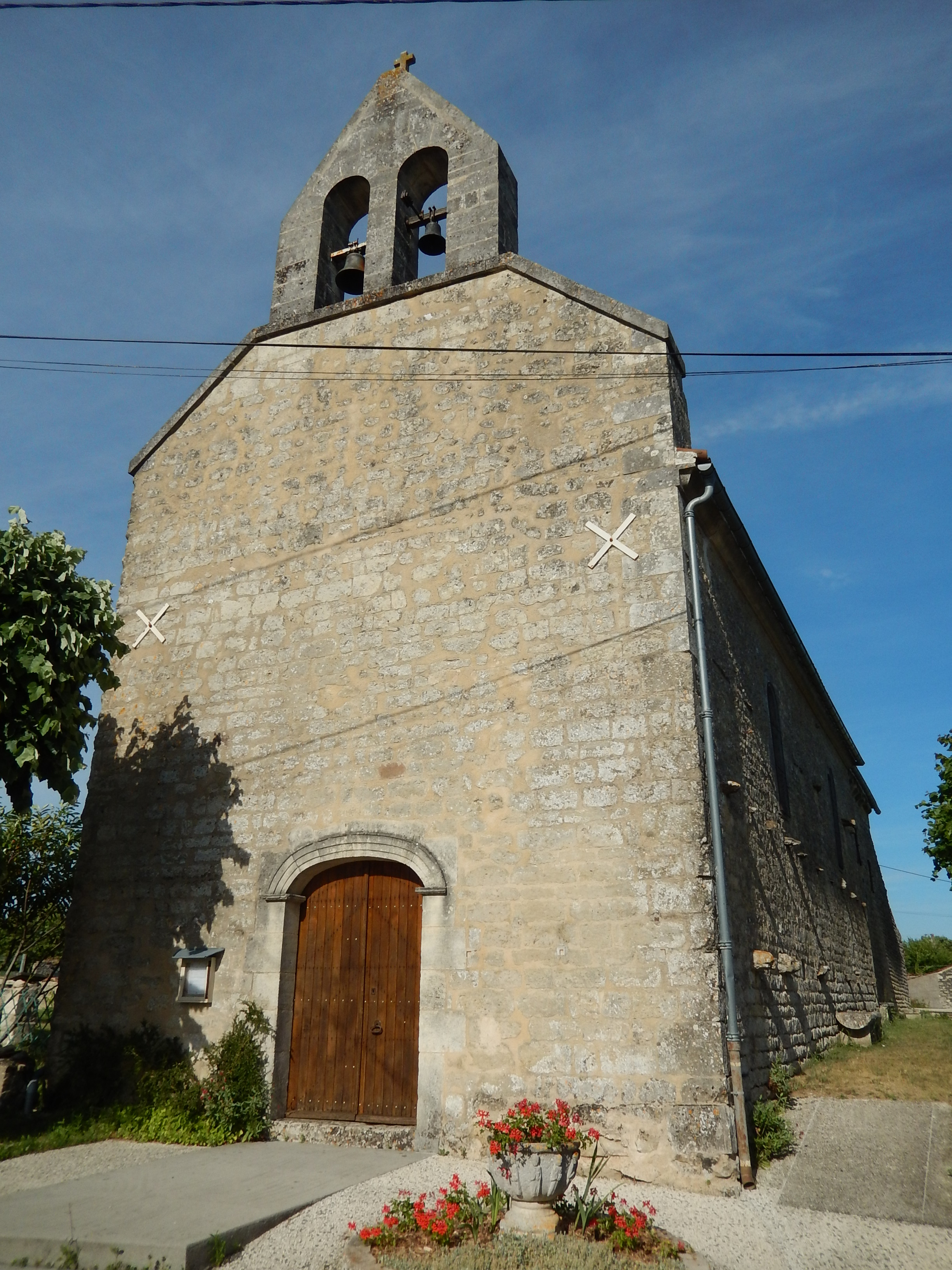
La façade ouest de l'église Saint-Martin de Vergné.

- L'ancienne école publique de la fin du XIXe siècle, mitoyenne de la mairie, a été transformée pour réaliser le musée départemental de l'École publique.
- L'église Saint-Martin.